# 迎祥镇
迎祥镇，是中华人民共和国四川省内江市隆昌市曾经下辖的一个镇。2019年12月，撤销迎祥镇，将原迎祥镇迎祥社区、高星社区、芦稿村、锯子村、武棚村、关圣村、大碑村、清和村、杨家山村、长坡村、松杉村、龙溪村、高家村、新庙村、五灵村、飞蛾村、三会村、薄刀村、水竹村、华盛村、水龙村所属行政区域划归龙市镇管辖，将原迎祥镇高庙村、凉山村和原周兴镇王布政村所属行政区域划归界市镇管辖，将原迎祥镇黄桷村、石塘村、广付村、金山村所属行政区域划归普润镇管辖。

## 行政区划
迎祥镇撤销前下辖以下地区：
迎祥社区、高星社区、芦稿村、锯子村、武棚村、关圣村、大碑村、清河村、杨家村、长坡村、松杉村、龙溪村、高家村、新庙村、黄桷村、石塘村、广付村、金山村、五灵村、飞蛾村、三会村、薄刀村、水竹村、高庙村、凉山村、华盛村和水龙村。